# RUSI Journal
Das RUSI Journal (ehemals: Journal of the Royal United Services Institute for Defence Studies; Journal of the Royal United Service Institution; Journal of the United Service Institution) ist eine wissenschaftliche Zeitschrift für Sicherheits- und Verteidigungspolitik sowie Militärgeschichte.
Sie wird seit 1857 vom Forschungsinstitut Royal United Services Institute (RUSI), seit 2003 im Verlagshaus Routledge in Abingdon, einem Imprint von Taylor & Francis, herausgegeben und gilt als eine der weltweit ältesten Zeitschriften dieser Art. Sie unterliegt einem Peer-Review und erscheint zweimonatlich. Editor ist die Historikerin Emma De Angelis. Das derzeitige Advisory Board besteht aus namhaften Militärhistorikern und Sicherheitsexperten aus dem anglo-amerikanischen und deutschen Raum wie Jeremy Black, Sir Rodric Braithwaite, Eliot A. Cohen, Norman Friedman, Beatrice Heuser, Brian Holden Reid, John Nagl und Sir Malcolm Rifkind.
Nachdem die Zeitschrift im 19. Jahrhundert als Journal of the Royal United Service Institution begann wurde sie schnell zu einem der wichtigsten Militärperiodika des Viktorianischen Zeitalters. Es erscheinen bis heute Fachaufsätze und Diskussionsbeiträge zur Sicherheits- und Verteidigungspolitik. In der Anfangsphase informierten sich insbesondere britische Offiziere über den neuesten Stand der Technik und das Militärpotential benachbarter Streitkräfte auf dem europäischen Kontinent. Seit 1972 ist sie unter dem Namen RUSI Journal bekannt. Die Zeitschrift richtet sich vor allem an Offiziere, Politiker, Verteidigungsexperten und Sicherheitsberater.